# アークヒルズ仙石山森タワー
アークヒルズ仙石山森タワー（アークヒルズせんごくやま もりタワー）は、東京都港区六本木一丁目に所在する、超高層ビル（オフィスビルおよび住宅）。2013年度グッドデザイン賞受賞。

## 概要
麻布グリーン会館や住宅があった地に、「虎ノ門・六本木地区第一種市街地再開発事業」によって、森ビルの目指す「Vertical Garden City（立体緑園都市）」のコンセプトのもと、複合用途を超高層に集積させることで地上に広場や緑地を創出させることで実現した複合超高層ビルである。総事業費は約656億円。ここには出石藩仙石家の屋敷があった。当地一体の高台は仙石山と呼ばれており、名称はそれに由来する。
下部（3階から24階）を住宅、上部（25階から47階）を事務所とした。眺望の面から上部を住宅とすることが普通であるが、夜間のオフィス照明の周辺への影響を考えた場合、下部に住宅を設けた方がここではふさわしく、下部に荷重が大きい住宅躯体がある方が構造的にも合理的とされたためである。森ビルが開発を手掛け、先に竣工したオランダヒルズ森タワー（2004年）、アークヒルズフロントタワー（2011年）などと同様の構造である。
屋上には居住者及びオフィス従業員専用のルーフデッキがある。
高層部の施工中に東日本大震災が発生した。それを受け、電力不足への懸念や企業の事業継続計画への意識が高まる中、供給への信頼性の高い都市ガス（中圧ガス）利用の非常用発電機を2台導入したほか、構造上も制振の高強度鉄筋コンクリート造として耐震性能を高めた。また、回転扉にかわる安全で省エネに優れる新ゲートシステム「パスムース」を開発し、セキュリティゲートとしてオフィスエントランスに採用した。
敷地南側には8階建ての住宅棟である「アークヒルズ仙石山テラス」33戸も建てられ、1階には新設区道である「しいのき坂」の道路に面して飲食店が配置されている。仙石山テラスそばには「大けやき広場」があり、芝生の広場はイベントなどに利用される。また人工的な水辺・ビオトープも設け、一帯を「こげらの庭」と命名したところ、1年足らずでコゲラが姿を見せるようになった。

## 歴史
- 1989年（平成元年） - 街づくりに関する勉強会を発足。
- 2008年（平成20年）7月 - 虎ノ門・六本木地区市街地再開発組合設立。
- 2009年（平成21年）10月 - 着工。
- 2012年（平成24年）8月 - 竣工。

## 主なアワード
敷地は、第三者認証としてJHEP認証制度における最高ランク(AAA)を受けている。

## 交通アクセス
- 東京メトロ南北線「六本木一丁目駅」徒歩4分
- 東京メトロ日比谷線「神谷町駅」より徒歩約6分